# TGV Thalys PBKA
TGV PBKA - високошвидкісний поїзд, призначений для міжнародних рейсів. Всі поїзди обслуговують маршрут Париж-Брюссель-Кельн-Амстердам. Всього було побудовано 17 таких поїздів. Максимальна швидкість становить 300 км/год.
Відмінною рисою поїзда є його забарвлення, що складається з червоного та сірого кольорів.

## Галерея

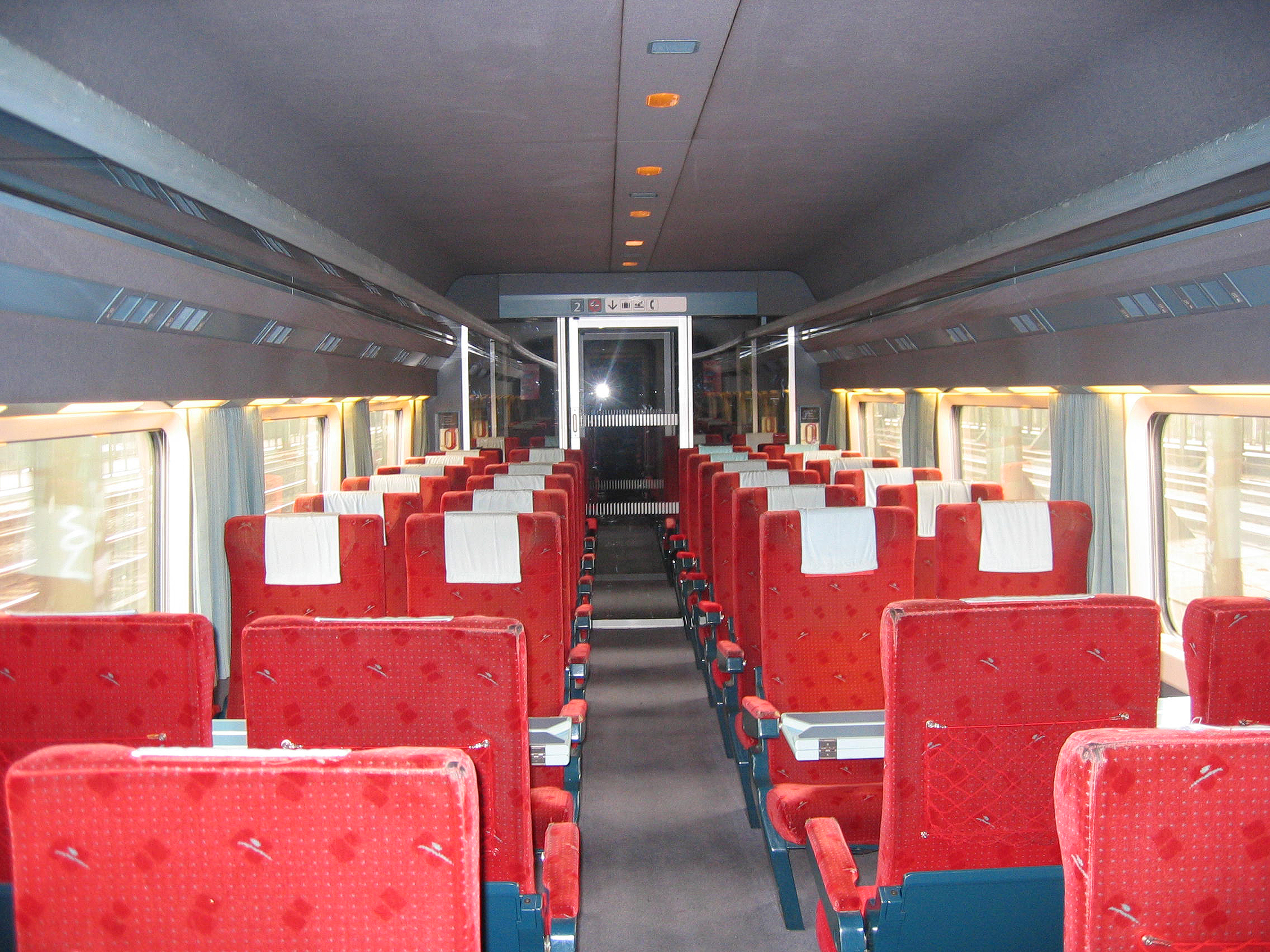
Другий клвс
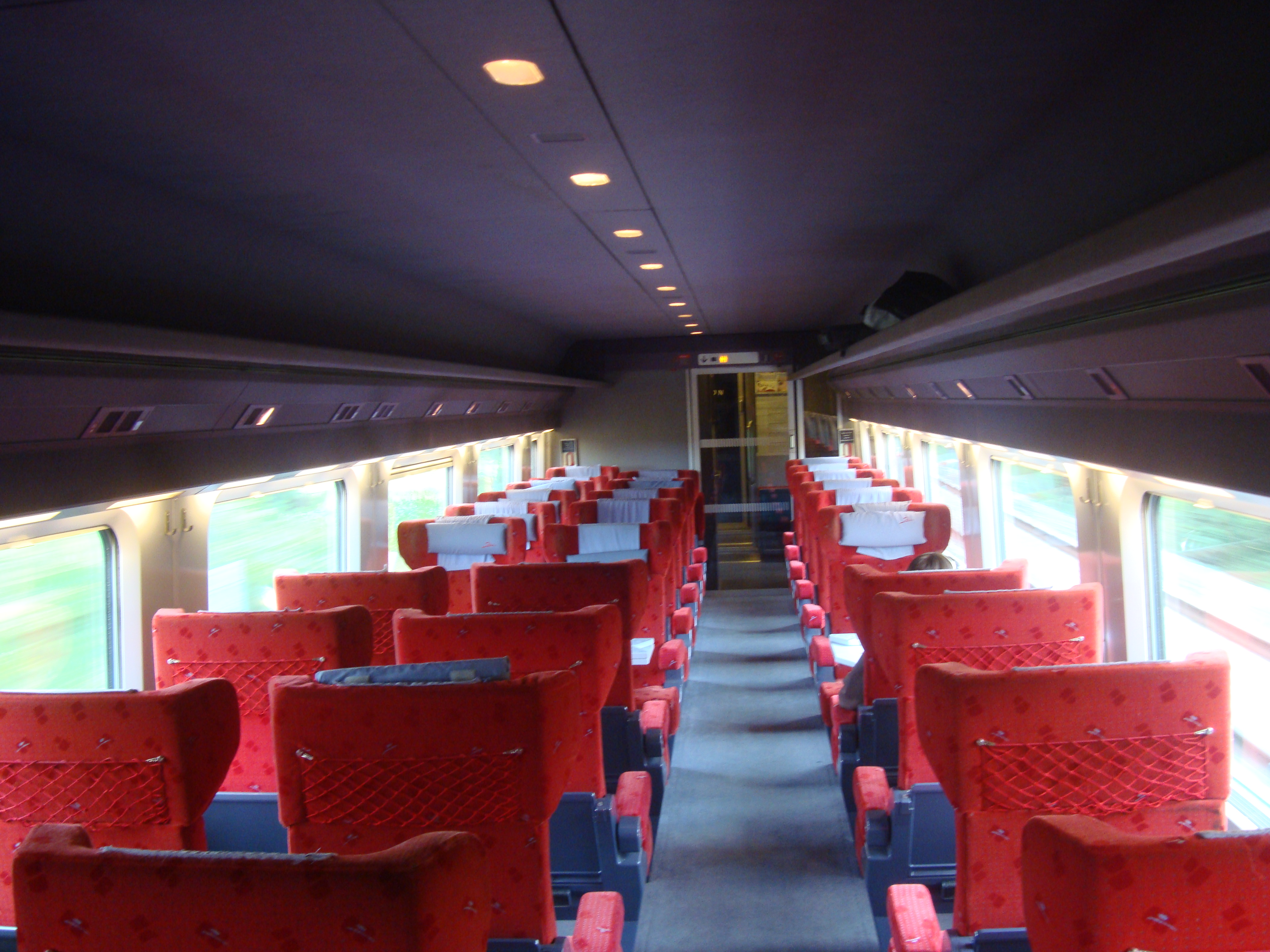
Перший клас
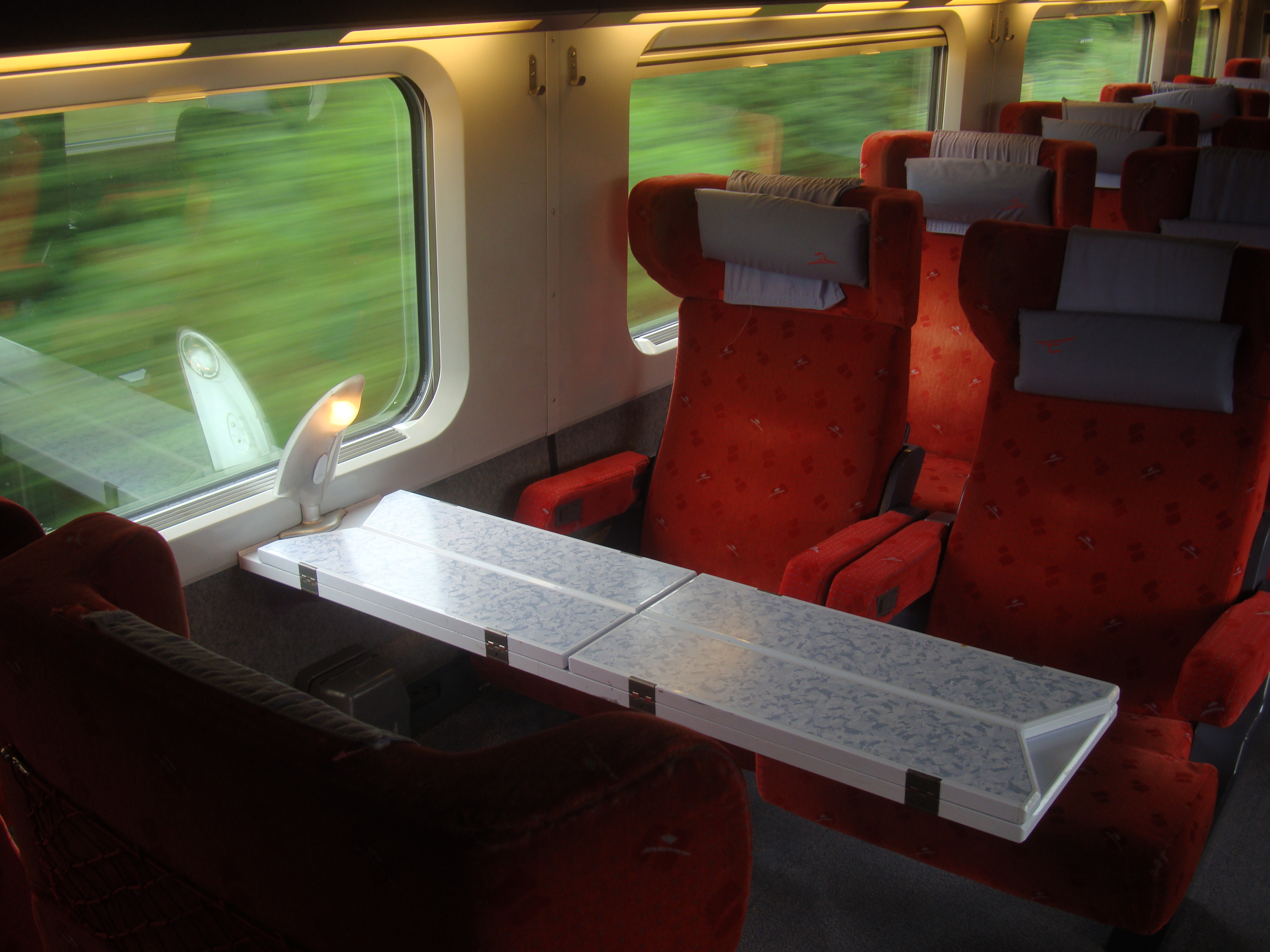